# Óscar Vázquez Martins
Óscar Vázquez  (Grado, Asturias, España, 1976) es un karateca español, campeón del mundo por equipos en 2002 y 2006.

## Biografía
Practica el karate desde los 5 años con su entrenador Lino Gómez Feito. Ha sido cuatro veces campeón de Europa en la categoría de menos de 70 kg, y campeón del Mundo por equipos en 2002 y 2006. También ha quedado 2º  y 3º del mundo en el peso de 70kg.

## Palmarés

### Campeonato del Mundo

#### Kumite Individual
Madrid 2002: Medalla de bronce en kumite individual masculino menos de 70 kg.

 Monterrey 2004: Medalla de bronce en kumite individual masculino menos de 70 kg.

#### Kumite por Equipos
Sun City 1996: Medalla de bronce en kumite por equipos.

 Río de Janeiro 1998: Medalla de bronce en kumite por equipos.

 Múnich 2000: Medalla de bronce en kumite por equipos.

 Madrid 2002: Medalla de oro en kumite por equipos.

 Monterrey 2004: Medalla de plata en kumite por equipos.

 Tampere 2006: Medalla de oro en kumite por equipos.

 Tokio 2008: Medalla de bronce en kumite por equipos.

### Campeonato de Europa

#### Kumite Individual
París 1996: Medalla de bronce en kumite individual masculino menos de 70 kg.

 Eubea 1999: Medalla de bronce en kumite individual masculino menos de 70 kg.

 Estambul 2000: Medalla de plata en kumite individual masculino open.

 Sofía 2001: Medalla de oro en kumite individual masculino menos de 70 kg.

 Bremen 2003: Medalla de oro en kumite individual masculino menos de 70 kg.

 Moscú 2004: Medalla de oro en kumite individual masculino menos de 70 kg.

 Tenerife 2005: Medalla de bronce en kumite individual masculino menos de 70 kg.

 Tallin 2008: Medalla de oro en kumite individual masculino menos de 70 kg.

#### Kumite por Equipos
Sofía 2001: Medalla de plata en kumite por equipos.

 Tallin 2002: Medalla de plata en kumite por equipos.

 Bremen 2003: Medalla de oro en kumite por equipos.

 Moscú 2004: Medalla de plata en kumite por equipos.

 Tenerife 2005: Medalla de oro en kumite por equipos.

 Tallin 2008: Medalla de oro en kumite por equipos.